# HD 162020 b
HD 162020 b est une exoplanète ou une naine brune orbitant autour de l'étoile HD 162020, elle a été découverte en 2002.

## Masse et rayon
La masse minimale de HD 162020 b et de 14,4 MJ (Masse jovienne) et son rayon est de 0,072 rayon solaire, soit environ 50 000 km[réf. nécessaire].